# Mémorial christophien de la Guerre
Le mémorial christophien de la Guerre est un mémorial situé à Basseterre à Saint-Christophe-et-Niévès. Inauguré en 1926, il honore les soldats décédés lors des deux guerres mondiales.

## Historique

### Commande de la plaque commémorative
En janvier 1926, l'administrateur Johnston écrivit aux agents de la Couronne britannique pour lui demander un exemplaire d'un livre présentant les monuments commémoratifs de guerre dans des villages anglais comme guide pour la prise de décision. On lui envoya une publication intitulée Portfolio of War Memorials. Le 2 septembre 1926, le Conseil exécutif décida que le monument devrait être érigé et une commande fut passé auprès de la Dryad Metal Works situé à Leicester, en Angleterre, le 25 août 1926. La plaque commémorative fut acheminée par le SS Ingoma qui arriva le 7 novembre.

### Polémique
L'arrivée de la plaque commémorative provoqua un conflit : en effet, elle ne mentionnait que Saint-Christophe alors qu'elle aurait dû mentionner le nom officiel de la présidence, soit Saint-Christophe / Saint-Christophe-et-Niévès. Elle fut tout de même insérée dans l'obélisque mais une modification fut entreprise rapidement sur la plaque.

### Seconde Guerre mondiale
En 1955, après la fin de la Seconde Guerre mondiale, la plaque fut déplacée et remplacée par la structure grandiose que l'on peut voir aujourd'hui. Le mince obélisque blanc affiche deux plaques de bronze énumérant vingt hommes décédés au cours de la Première Guerre mondiale et six autres au cours de la Seconde Guerre mondiale. Trois tombes se trouvent devant l'obélisque. Chacune d'entre elles est construite à partir de la pierre de l'une des trois îles qui composaient la colonie de Saint-Christophe, de Niévès et d'Anguilla. 

## Journée de commémoration
Chaque mois de novembre, les forces de défense christophiennes, la police et diverses confessions religieuses se rassemblent au mémorial pour commémorer les soldats christophiens, les néviciens et Anguillais morts au combat pendant les deux guerres mondiales.